# Film poklatkowy

Film poklatkowy - kwiaty bodziszka otwierające się w czasie około dwóch godzin. Zdjęcie robione co 7 minut.

Film poklatkowy, fotografia poklatkowa − technika pozwalająca lepiej zobaczyć procesy zbyt powolne dla ludzkiej percepcji. Polega na wykonywaniu zdjęć w (stosunkowo) dużych odstępach czasu a następnie wyświetlanie ich w przyśpieszonym tempie. W ten sposób procesy trwające w rzeczywistości całymi godzinami, czy nawet dniami można obejrzeć w kilkanaście sekund. 